# Wyoblanie

Fazy wyoblania

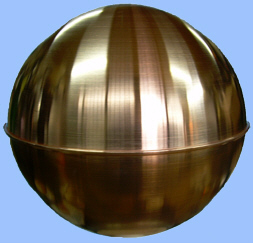
Kula wyoblona z blachy miedzianej

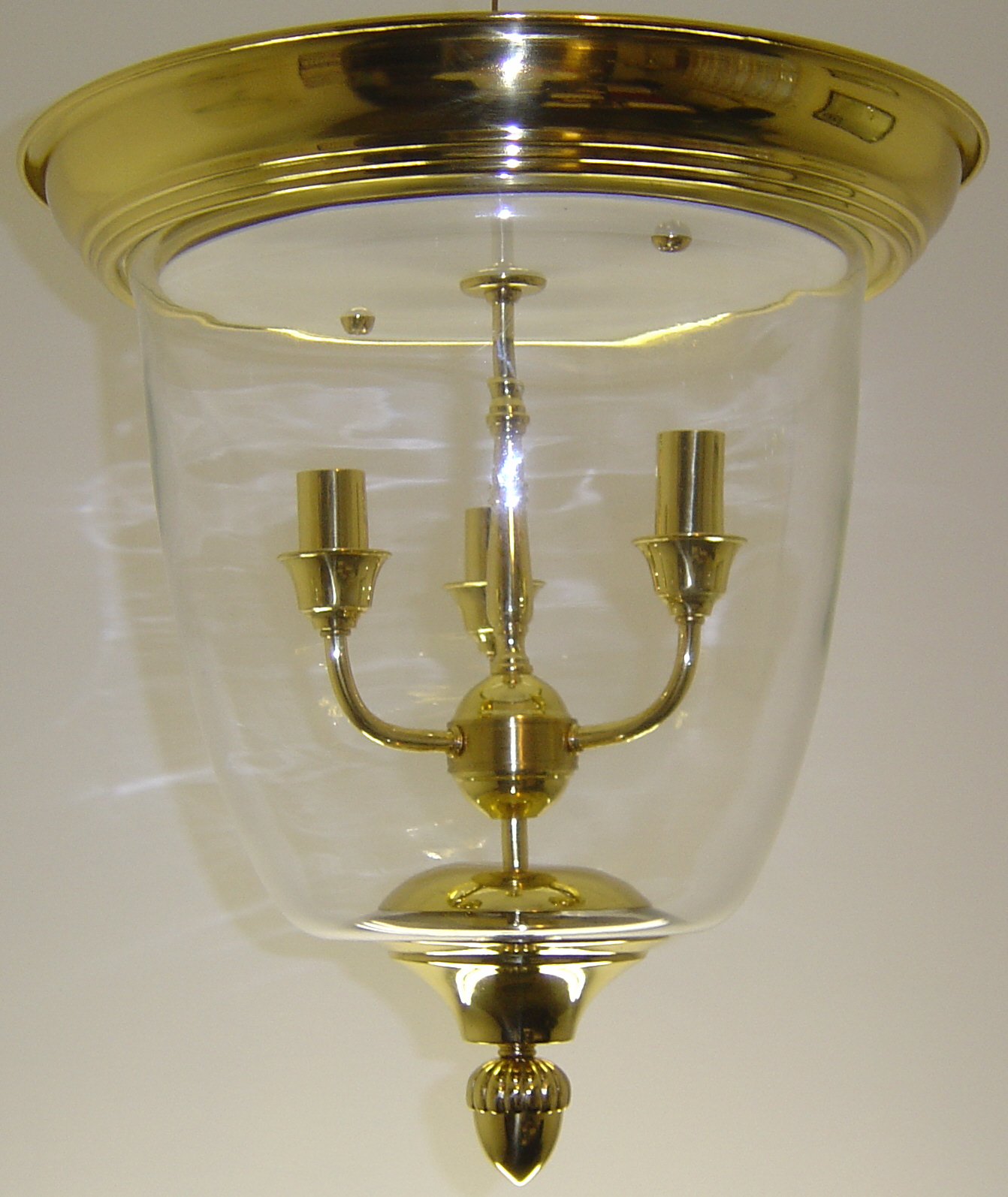
Plafoniera – wyrób oparty na elementach wykonanych metodą wyoblania.

Wyoblanie – rodzaj plastycznej obróbki blachy. Dawniej nazywane „drykowanie” – jest to germanizm od niemieckiego drücken. Ta metoda obróbki plastycznej wykorzystuje podatność materiałów do odkształceń (po przekroczeniu granicy plastyczności), bez przerwania ciągłości kształtowanej blachy. W efekcie uzyskujemy z materiału wyjściowego (np. krążka blachy) cienkościenną bryłę obrotową nieraz o bardzo skomplikowanym kształcie. W zależności od sposobu kształtowania materiału rozróżniamy:
- wyoblanie ręczne – (na wyoblarce ręcznej),
- wyoblanie mechaniczne – (na wyoblarkach automatycznych),
- zgniatanie obrotowe – (kształtowanie blach na wyoblarkach automatycznych, zgniatarkach obrotowych i wyoblarko-zgniatarkach obrotowych).

Na skutek działania przyrządami kształtującymi (wyoblak, rolka do wyoblania), materiał zmienia postać uzyskując kształt wirującego wzornika. Wzornik, na którym układany jest materiał w postaci krążka blachy wiruje razem z obrabianą blachą, dzięki czemu za pomocą tej metody można wykonywać głównie wyroby w kształcie brył obrotowych. Istnieją również metody wyoblania wyrobów asymetrycznych (metoda polega na synchronicznych ruchach odjeżdżających i zbliżających. Proces obróbki blachy za pomocą wyoblania odbywa się np. na obrabiarce nazywanej wyoblarką.
Wykonanie pojedynczego wyrobu za pomocą tłoczenia jest nieraz zbyt kosztowne. Wiąże się to z koniecznością wykonania w metalu całych przyrządów, nadto szereg wyrobów musi być obrabiany w kilku przyrządach po sobie, a wyoblanie umożliwia takie kształtowanie w jednej operacji. Wykonanie tego samego wyrobu za pomocą wyoblania może trwać kilka minut, a koszt oprzyrządowania jest niższy (nawet kilkaset razy w porównaniu z tłocznikami).
Do niekorzystnych zjawisk występujących w czasie wyoblania można zaliczyć: anizotropię, nadmierne pocienienie grubości ścianki (nieplanowane), fałdowanie promieniowe i obwodowe (np. na kołnierzu wytłoczki). 
Materiałem wyjściowym do wyoblania są najczęściej krążki z blachy.
Kształtowanie blachy odbywa się za pomocą wyspecjalizowanych narzędzi:
- wyoblakami ręcznymi – (w czasie wyoblania ręcznego),
- przyrządami dźwigniowymi do wyoblania,
- rolkami do wyoblania:
  - w czasie wyoblania mechanicznego na wyoblarkach automatycznych,
  - w czasie zgniatania obrotowego na zgniatarkach obrotowych,
  - w czasie wyoblania ręcznego (zamiennie z wyoblakami ręcznymi).

Metodą wyoblania kształtuje się wyroby najczęściej z:
- aluminium i jego stopów,
- miedzi i jej stopów (przede wszystkim mosiądze, rzadziej brązy),
- stali
  - czarna – (blacha stalowa głęboko tłoczna),
  - stal nierdzewna,
  - stal kwasoodporna,
- metali szlachetnych
  - złoto – (przede wszystkim stopy złota, czyste złoto jest zbyt miękkie),
  - srebro – (używamy stopów srebra z tego samego powodu co złota),
  - platyna,
- niklu,
- stopów tytanu,
- stopów tantalu,
- cynku i jego stopów.